# Brevard Blue Ducks
I Brevard Blues Ducks sono stati una franchigia di pallacanestro della USBL, con sede a Melbourne, in Florida, attivi tra il 1988 e il 2004.
Debuttarono nel 1988 a Jacksonville come Jacksonville Hooters, vincendo il titolo USBL nel 1990, al termine di un campionato senza play-off. Vinsero la regular season con un record di 15-1 e vennero dichiarati campioni.
Si trasferirono per una stagione a Daytona Beach, nel 1993, diventando i Daytona Beach Hooters. L'anno seguente rientrarono a Jacksonville, vincendo di nuovo il titolo, battendo in finale gli Atlanta Trojans 117-109.
Nel 1995 cambiarono denominazione, diventando i Jacksonville Shooters, mentre dal 1996 al 1998 disputarono il campionato come Jacksonville Barracudas.
Nel 1999 e nel 2000, dopo il trasferimento a Sarasota, divennero i Gulf Coast SunDogs, mentre nel 2001 si trasferirono a Lakeland, giocando come Lakeland Blue Ducks.
Nel 2005 assunsero Nate Archibald come allenatore, ma non disputarono il campionato USBL, optando per una serie di partite da indipendenti, a causa dell'uragano che devastò la regione. Di fatto non rientrarono più nella lega, scomparendo nel 2006.

## Palmarès
- United States Basketball League: 2

1990, 1994

## Stagioni
| Stagione | Lega | Denominazione           | V  | P  | %    | Piazz. | Play-off         |
| -------- | ---- | ----------------------- | -- | -- | ---- | ------ | ---------------- |
| 1988     | USBL | Jacksonville Hooters    | 21 | 9  | 70,0 | 1º     | Semifinale       |
| 1990     | USBL | Jacksonville Hooters    | 15 | 1  | 93,8 | 1º     | Campioni         |
| 1991     | USBL | Jacksonville Hooters    | 12 | 8  | 60,0 | 2º     | -                |
| 1992     | USBL | Jacksonville Hooters    | 7  | 19 | 26,9 | 4º     | -                |
| 1993     | USBL | Daytona Beach Hooters   | 16 | 8  | 66,7 | 1º     | Semifinale       |
| 1994     | USBL | Jacksonville Hooters    | 16 | 13 | 55,2 | 4º     | Campioni         |
| 1995     | USBL | Jacksonville Shooters   | 5  | 21 | 19,2 | 9º     | -                |
| 1996     | USBL | Jacksonville Barracudas | 14 | 13 | 51,9 | 3º     | Quarti di finale |
| 1997     | USBL | Jacksonville Barracudas | 13 | 13 | 50,0 | 3º     | Quarti di finale |
| 1998     | USBL | Jacksonville Barracudas | 17 | 8  | 68,0 | 1º     | Semifinale       |
| 1999     | USBL | Gulf Coast SunDogs      | 11 | 16 | 40,7 | 3º     | -                |
| 2000     | USBL | Gulf Coast SunDogs      | 8  | 22 | 26,7 | 5º     | -                |
| 2001     | USBL | Lakeland Blue Ducks     | 15 | 15 | 50,0 | 5º     | Semifinale       |
| 2002     | USBL | Brevard Blue Ducks      | 21 | 9  | 70,0 | 1º     | Semifinale       |
| 2003     | USBL | Brevard Blue Ducks      | 6  | 24 | 20,0 | 5º     | Quarti di finale |
| 2004     | USBL | Brevard Blue Ducks      | 5  | 25 | 16,7 | 6º     | -                |